# یواس‌اس سوتیومو (ای‌تی‌ای-۱۲۱)
یواس‌اس سوتیومو(ای‌تی‌ای-۱۲۱) (به انگلیسی: USS Sotoyomo (ATA-121)) یک کشتی بود که طول آن ۱۴۳ فوت (۴۴ متر) بود. این کشتی در سال ۱۹۴۲ ساخته شد.